# Patrik Liljestrand
Patrik Liljestrand, švedski rokometaš, * 25. januar 1966.
Leta 1992 je na poletnih olimpijskih igrah v Barceloni v sestavi švedske reprezentance osvojil srebrno olimpijsko medaljo.